# Grub (Kempten)
Grub ist eine Einöde der kreisfreien, bayerischen Stadt Kempten (Allgäu). Die Ortschaft wurde 1669 erstmals erwähnt und bestand 1819, ein Jahr nachdem Grub einen Teil der Ruralgemeinde Sankt Mang gebildet hatte, aus zwei Anwesen mit neun Bewohnern. 1900 erhöhte sich die Zahl der Bewohner um drei. Die Volkszählung von 1954 ergab eine Bewohnerzahl von 14. 1972 wurde Grub gemeinsam mit dem Siedlungsverband Sankt Mang wieder mit Kempten vereinigt.